# Jacques Boxberger
Jacques Boxberger (* 16. dubna 1949 – 9. srpna 2001) byl francouzský atlet, běžec na střední tratě, halový mistr Evropy v běhu na 1500 metrů.

## Sportovní kariéra
V roce 1968 doběhl šestý v olympijském finále běhu na 1500 metrů. Na další olympiádě v Mnichově v roce 1972 do finále běhu na 1500 metrů sice nepostoupil, v stejné sezóně se ale stal halovým mistrem Evropy v této disciplíně. V dalších letech se přeorientoval na delší tratě, na olympiádě v roce 1976 startoval v běhu na 5000 metrů, v Los Angeles doběhl v olympijském maratonu na 42. místě.
Tragicky zemřel v keňském národním parku v roce 2001.